# Lago di Fiavé
Der Lago di Fiavé, auch Lago Carera, ist ein verlandeter See in den Gardaseebergen im Trentino. Er liegt etwas mehr als 1 km südwestlich von Fiavé in den Äußeren Judikarien im südlichen Teil des Lomaso. Der zu einem Torfmoor verlandete See ist seit 1988 Naturschutzgebiet und gehört seit 1995 dem NATURA-2000-Netzwerk an. Im ehemaligen Seebett wurden Ende der 1960er Jahre die Pfahlbauten von Fiavé freigelegt.

## Entstehung und Geographie
Der einst bis zu 20 ha große See war glazialen Ursprungs und staute sich als Abdämmungssee hinter einer Moräne auf. Er entstand während der Würm-Kaltzeit, als ein Gletscher die Äußeren Judikarien bedeckte. Während seiner größten Ausdehnung des Gletschers erstreckte er sich über den Passo Ballino (763 m s.l.m.) bis nach Riva del Garda und vereinigte sich dort mit dem rechten Seitenarm des Etschgletschers. Im Wechselspiel zwischen wärmeren und kälteren Perioden, bei denen sich der Gletscher zurückzog und in mehrere kleinere aufteilte, die sich dann wieder ausdehnten, häufte sich eine Endmoräne zwischen Passo Ballino und Fiavé an. Hinter der Moräne staute sich das Wasser in einer Senke zu einem See auf, eingebettet zwischen den Ausläufern des Monte Misone im Osten und dem Monte Cogorna im Westen. Vermutlich sammelte sich das Wasser noch während des letzten Vorstoßes der Gletscherzunge.
Der See war vermutlich nicht mehr als 10 bis 20 m tief. Eine Mergelschicht verhinderte, dass das Wasser absickern konnte. Gespeist wurde der See vom Bach Carera.

## Geschichte
Der Lago di Fiavé bildete vom Spätneolithikum bis zur fortgeschrittenen Mittelbronzezeit den Rahmen für mehrere Feuchtbodensiedlungen, die ab Ende der 1960er Jahre vom Prähistoriker Renato Perini zum Teil freigelegt und erforscht wurden. Aus einem auf 1244 datierten Pergament geht hervor, dass der See bereits zu diesem Zeitpunkt teilweise verlandet und von einem Moor umgeben war.
Erstmals ist er auf Karten vom Ende des 16. Jahrhunderts verzeichnet. Bereits damals war er nur noch als kleiner See eingetragen. Auf der geognostischen Karte von Tirol von 1849 lag der kleine See inmitten eines moorähnlichen Gebietes. Auf einer englischen Militärkarte des 19. Jahrhunderts taucht er erstmals unter dem Namen Lago di Carera auf. Ansonsten wurde er stets als Lago di Fiavé geführt, während das Moorgebiet von Einheimischen als Palù bezeichnet wurde.
Nach Zeitzeugen bestand ein kleiner See noch Mitte des 19. Jahrhunderts, in dem zahlreiche Fische lebten, vor allem Hechte, Schleien und Rotfedern. 30 Jahre später war der See zu einem 1 bis 2 m tiefen Tümpel geschrumpft. Ursache dafür war der ab 1853 betriebene kommerziell betriebene Torfstich und die damit verbundene systematische Trockenlegung des Moores. Bereits zu Beginn des 19. Jahrhunderts waren Pläne für die Trockenlegung vorgelegt worden, mit der neben der Gewinnung von Torf auch sanitäre Ziele verfolgt wurden. Mitte der 1850er Jahre waren über 90 Personen beim Stechen von Torf und dessen Weiterverarbeitung als Heizmaterial am Moor von Fiavé beschäftigt. Etwa 5000 Tonnen Torf wurden damals jährlich verarbeitet. Zu Beginn der 1940er Jahre plante man den See durch den Bau eines Staudamms für die Elektrizitätsgewinnung neu aufzustauen. Das Projekt erwies sich aber als zu kostspielig und nicht rentabel genug und wurde deshalb verworfen.
Nach Beginn der archäologischen Grabungen und der Freilegung der Pfahlbausiedlungen wurde der Torfabbau 1972 auf Betreiben der Regierung der Provinz Trient schließlich eingestellt. Zuletzt wurde der Torf aus Fiavé als Blumenerde verwertet. Nach der Einstellung des Torfabbaus sowie nach Ende der Grabungen füllten sich die einzelnen Gruben mit Grundwasser und bildeten so wieder einige kleinere Wasserflächen.